# Барбос в гостях у Бобика
«Барбос в гостях у Бобика» — радянський короткометражний кольоровий художній фільм, поставлений на кіностудії «Ленфільм» в 1964 році режисерами Віталієм Мельниковим і Михайлом Шамковичем за оповіданням Миколи Носова «Бобик в гостях у Барбоса». Прем'єра фільму в СРСР відбулася 4 січня 1965 року.

## Сюжет
У дворі в латаній-перелатаній будці живе дворовий пес на прізвисько Барбос. Під час дощу його будка наскрізь протікає, і бідному Барбосу ніде навіть сховатися. А поруч у теплій квартирі під наглядом дідуся без клопоту і турбот проживає вже неабияк зледащілий кімнатний пес Бобик. Одного разу Бобику набридла самотність і він запрошує в гості Барбоса. Про те, що сталося в подальшому, і розповідає цей фільм.

## Ролі виконують
- Лхаський тер'єр Мішка —  Бобик
- Двірняга Люкс —  Барбос
- Болонка Амішка — епізод
- Боксер Еро — епізод
- Сіамська кішка Тау — епізод

## Знімальна група
- Сценарій —  Микола Носов
- Постановка —  Віталій Мельников,  Михайло Шамкович
- Головний оператор —  Олександр Дібрівний
- Художник —  Ісаак Каплан
- Композитор —  Мурад Кажлаєв
- Звукооператор — Лев Вальтер
- Комбіновані зйомки: 
 Художник — Є. Владимиров 
 Оператор —  Ніна Віхрова
- Редактор —  Олександр Безсмертний
- Монтажер —  Валентина Миронова
- Дресирування —  Лідія Острецова
- Директор картини — А. Біргер